# XXXVII век до н. э.
XXXVII (три́дцать седьмо́й) век до на́шей э́ры по пролептическому юлианскому календарю — век с 1 января 3700 года до н. э. по 31 декабря 3601 года до н. э. Это 4-й век 4-го тысячелетия до н. э. Ему предшествовал XXXVIII век до н. э., за ним следовал XXXVI век до н. э. Закончился 5625 лет назад.

## События
- В Южной Англии стремительный рост строительства сооружений произошёл примерно в 3700 году до нашей эры[1].
- Страна городов— условное название территории на Южном Урале, в Российской Федерации, в пределах которой найдены древние городища синташтинской культуры эпохи средней бронзы (около 3-2 тысяч лет до нашей эры). В исторической науке называется «Волго-уральским очагом культурогенеза». Самым известным городищем «страны городов» является Аркаим.Глиняные счётные бирки из Суса в Лувре № 1
- В городе Урук в Южной Месопотамии наборы бирок, представляющих торговые сделки, начинают заключаться в полые глиняные кубышки и хранятся в архивах[2].
- Майкопская культура, крупная археологическая культура бронзового века Западного Кавказа и Юга России, началась приблизительно в 3700 году до нашей эры[3].
- Лотхал — развитая цивилизация в Индии (3700 год до н. э.).
- В 3761 году до н. э., согласно еврейскому летоисчислению, Бог сотворил мир. Соответственно, согласно этой хронологии, никаких перечисленных выше и других, более ранних, установленных исторической наукой событий не происходило.